# Phương tiện thám hiểm có người lái
Chương trình "Phương tiện thám hiểm có người lái" (hay trong tiếng Anh: Chương trình Orion (Orion Program)) là một dự án lớn của NASA.

Orion logo designed by Michael Okuda

## Dưới đây là các thiết bị cho chương trình
- Tàu Orion
- Ares I
- Ares V
- Ares IV